# Tillandsia bryoides
Tillandsia bryoides es una especie de planta epífita dentro del género  Tillandsia, perteneciente a la  familia de las bromeliáceas. Es originaria de Argentina.

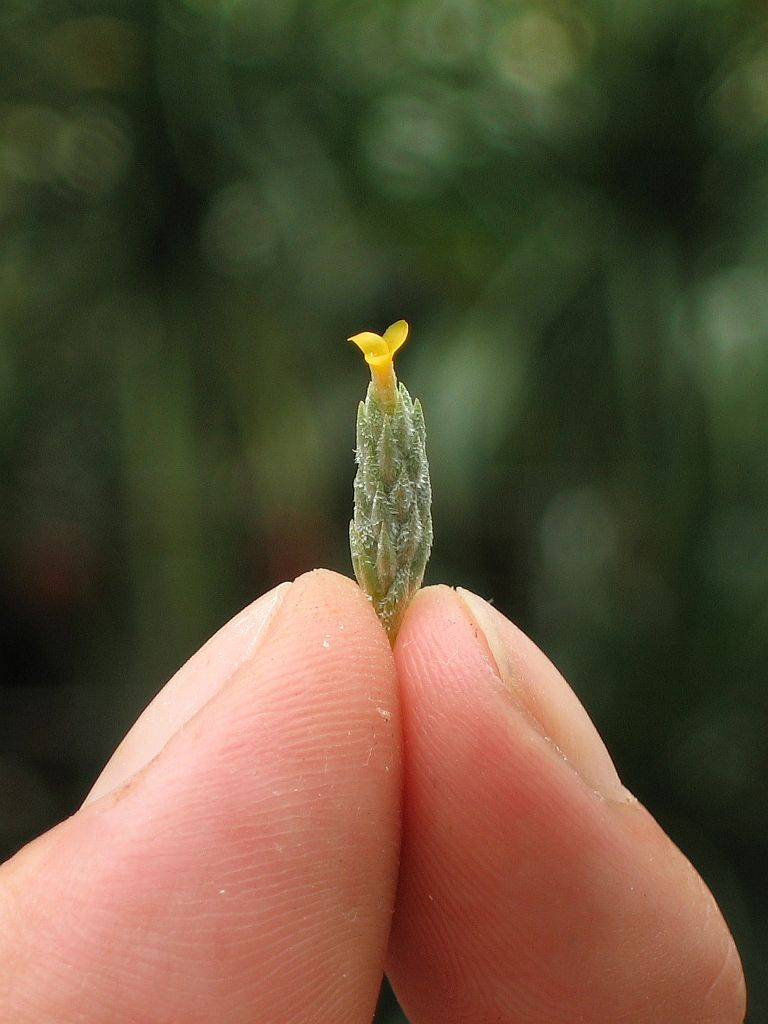
Detalle de la flor

## Taxonomía
Tillandsia bryoides fue descrita por Griseb. ex Baker y publicado en Journal of Botany, British and Foreign 16: 236. 1878.
Etimología
Tillandsia: nombre genérico que fue nombrado por Carlos Linneo en 1738 en honor al médico y botánico finlandés Dr. Elias Tillandz (originalmente Tillander) (1640-1693).
bryoides: epíteto latíno que significa "similar al musgo"
Sinonimia
- Tillandsia coarctata Gillies ex Ball
- Tillandsia coarctata Gillies ex Baker
- Tillandsia coarctata Gillies ex Mez
- Tillandsia coarctata var. pedicellata Mez
- Tillandsia pedicellata (Mez) A.Cast.[3][4]